# Šarūnas Marčiulionis
Raimondas Šarūnas Marčiulionisⓘ (* 13. Juni 1964 in Kaunas, Litauische SSR) ist ein ehemaliger litauischer Basketballspieler,  der von 1989 bis 1997 in der nordamerikanischen Profiliga NBA aktiv war.
Zusammen mit Arvydas Sabonis gehörte er zur goldenen Generation litauischer Basketballspieler, die ab Anfang der 1980er Jahre zunächst für die Sowjetunion und ab 1991 für das wieder unabhängige Litauen zahlreiche Erfolge einheimsten. Beide wurden inzwischen in die Naismith Memorial Basketball Hall of Fame aufgenommen (Sabonis im August 2011, Marčiulionis 2014).

## Jugend
Mit zehn Jahren begann Šarūnas Marčiulionis in Kaunas Basketball zu trainieren. 1981 wechselte er im Alter von 17 Jahren in die Hauptstadt und spielte dort für den Klub Statyba Vilnius. Ab 1983 war er Mitglied des sowjetischen Nationalteams, mit dem er bei den Olympischen Spielen 1988 die Goldmedaille gewinnen konnte.
Neben seiner Basketballkarriere betrieb Šarūnas Marčiulionis ein Journalistikstudium, das er 1986 an der Universität Vilnius abschloss.

## Karriere

### Spielerkarriere
Nach dem Fall des Eisernen Vorhangs war Marčiulionis der erste Spieler aus der ehemaligen Sowjetunion, der in die NBA wechselte. Im NBA-Draft 1987 wurde er erst an 127. Stelle von den Golden State Warriors ausgewählt. Dort absolvierte er vier Spielzeiten als wichtiger Bankspieler und scheiterte 1992 und 1993 nur knapp an der Wahl zum NBA Sixth Man of the Year. In seiner besten Saison bei den Warriors kam er auf durchschnittlich 18,9 Punkte pro Spiel in 29,4 Minuten pro Partie.
Aufgrund einer schweren Verletzung saß er die Saison 1993/94 komplett aus, ehe er zu den Seattle SuperSonics transferiert wurde. Die letzten Jahre seiner Karriere spielte er in Sacramento bei den Kings und den Nuggets aus Denver.

### Unternehmerische Tätigkeit
Nach Ende seiner Spielerkarriere 1997 kehrte er als Geschäftsmann nach Litauen zurück. Dort gehört ihm unter anderem das Hotel „Šarūnas“ in Vilnius und Anteile an einem Veranstaltungszentrum.
Dem Basketball blieb er treu, zunächst 1992 mit der Einrichtung einer Marčiulionis-Basketballschule in Vilnius. 1993 war er entscheidend an der Einführung der litauischen Profiliga LKL beteiligt, deren Präsident er seither ist.
1999 war er federführend bei der Gründung der NEBL, der Nordeuropäische Basketball-Liga, die bis zur Saison 2002/03 Clubs aus Nordeuropa in einer Liga zusammen führte, ehe sie in Form der Baltic Basketball League weitergeführt wurde. Zusammen mit Vlade Divac und Dražen Petrović kann Marčiulionis somit als Vorreiter der späteren europäischen Topspieler in der NBA – wie Dirk Nowitzki, Peja Stojaković, Pau Gasol, Tony Parker – gesehen werden.

## Spielstil
Marčiulionis war mit seinem unbedingten Siegwillen stets Motor seiner Teams. Diesen Ehrgeiz legte er auch sportpolitisch an den Tag, indem er ab 1990 die Formierung eines litauischen Nationalteams organisierte. 1992 und 1996 konnte er mit diesem Team bei den Olympischen Spielen Bronze gewinnen.

## Persönliches
Marčiulionis ist zum zweiten Mal verheiratet. 2012 heiratete er das zweite Mal. Seine Frau ist die 17 Jahre jüngere Laura Mikelionytė, Mitarbeiterin seiner Basketballakademie und Leiterin von Sport-Bar UAB „Stars and Legends“.
Aus der ersten Ehe mit Ingrida Reinikova hat Marčiulionis die in New York City lebende Tochter Kristė. Den Sohn Augustas hat er mit Freundin Sandra Chlevickaitė, Miss Litauen 1996. Die zweite Tochter Urtė (* 2005) hat Marčiulionis mit Freundin Kotryna Kirdeikytė.

## Titel und Auszeichnungen
Meisterschaften:
- Olympische Spiele: 1988 Gold mit der Sowjetunion, 1992 und 1996 Bronze mit Litauen
- Europameisterschaften: 1987 Silber mit der Sowjetunion, 1995 Silber mit Litauen
- Sonstige: 1982 Junioren-Europameister mit dem Team der Sowjetunion, 1983 Juniorenweltmeister mit dem Team der Sowjetunion, 1985 Universiade-Meister mit dem Team der Sowjetunion

Auszeichnungen:
- 1987, 1989, 1990 und 1991: Sportler des Jahres in Litauen
- 1987: bester Spieler der Sowjetunion und im All-Star-Team der Europameisterschaft
- 1992: wertvollster Spieler bei den Olympischen Spielen
- 1995: wertvollster Spieler der Europameisterschaft
- 2014: Aufnahme in die Naismith Memorial Basketball Hall of Fame[1]